# Réserve de chasse de Khutse
La réserve de chasse de Khutse (en anglais : Khutse Game Reserve) est une aire protégée du Botswana, située dans le Kalahari. Elle couvre environ 2 500 km2 et a été créée en 1971. 

## Toponymie
Le nom « Khutse » signifie « là où l’on s’agenouille pour boire » dans le dialecte sekwena du setswana.  

## Géographie
Située au sud du Réserve de chasse du Kalahari central , la réserve de Khutse lui est attenante et aucune clôture ne sépare les deux espaces protégés. Elle se compose de la plupart des types d’habitats du Kalahari : prairies ondulées, lits de rivières asséchés, dunes fossiles, et plaines salines herbeuses ou nues.

## Faune et flore
La réserve abrite une grande variété de faune du désert. On y observe fréquemment :
- Springbok (souvent en grand nombre) ;
- oryx ;
- girafe d’Afrique australe ;
- gnou, hartebeest, koudou ;
- Chacal à chabraque, Steenbok, duiker ;
- Prédateurs : lion, léopard d'Afrique, guépard d'Afrique australe, chat sauvage d’Afrique, et l’hyène brune (espèce menacée)[4].

La végétation comprend des prairies du Kalahari, des buissons épineux et des arbres adaptés aux zones arides.

## Accès
Grâce à sa relative proximité avec la capitale Gaborone, Khutse est une destination prisée par les visiteurs et habitants de la ville. Le trajet d’environ 240 km passe par plusieurs villages du Kalahari, dont Molepolole surnommée « porte d’entrée du Kalahari ».